# Rolling in the Deep
"Rolling in the Deep" är en låt lanserad av den brittiska sångaren Adele 2010. Låten skrevs av henne och hennes producent Paul Epworth. Låten finns med på hennes andra studioalbum 21 som första spår, och var den första låten från albumet som släpptes som singel.
Låten blev en stor singelhit i många länder och toppade bland annat Billboardlistan i USA och flera europeiska topplistor. Den tilldelades två Grammy Awards, för årets låt och årets inspelning.

## Listplaceringar
- Billboard Hot 100, USA: #1[1]
- UK Singles Chart, Storbritannien: #2[2]
- VG-lista, Norge: #8[3]
- Sverigetopplistan, #11[4]